# Carla Andrino
Carla Andrino (Lourenço Marques, 7 de agosto de 1966) é actriz e psicóloga portuguesa. Enquanto actriz, tem trabalhos de enorme prestígio e reconhecimento na Televisão e no Teatro, em especial na comédia de revista e em séries televisivas de humor. Obteve um grande sucesso ao interpretar personagens como Lu na novela A Outra e Maria Manuela Telles de Britto na novela Doce Tentação. Na SIC deu vida a papéis de destaque em novelas como Nazaré, A Serra ou a cómica Naná de Sangue Oculto.

## Biografia
É uma das caras mais conhecidas do humorismo português pelas suas inúmeras participações em séries e sitcoms, nos vários canais portugueses de televisão generalista.
Participou na peça de teatro rádio musical (integrado na iniciativa noites de teatro modelo 2006) onde trabalhou com Carlos Cunha e Paulo Patrício. Em 2007, integra o elenco da novela da TVI, Ilha dos Amores.
Foi segunda classificada da primeira série do concurso Dança Comigo da RTP 1, derrotada apenas por Daniela Ruah. Participou no programa Casamento de Sonho da TVI como madrinha.
Em 2008, participa na telenovela A Outra, interpretando o papel de Lu, uma nova-rica que ganhou o EuroMilhões. As suas expressões como "tchanam", "cansas-me a beleza" ou "deixas-me exaurida" já são comuns no vocabulário dos portugueses.
Em Setembro de 2008, partiu para o Brasil para gravar a telenovela Negócio da China, da Rede Globo, autoria de Miguel Falabella. Na trama, fez de Carminda, a mulher do padeiro, vivido por Joaquim Monchique. No início de Março de 2009, terminaram as gravações. Apesar das baixas audiências desta produção, Carla Andrino e os seus 3 colegas Portugueses que também entraram nesta produção (Ricardo Pereira, Joaquim Monchique e Maria Vieira) receberam vários elogios do público e imprensa.
Em 2014, estreou na TVI a série Giras & Falidas, um spin-off da telenovela Doce Tentação, em que Carla Andrino interpreta a sua personagem da telenovela, Maria Manuela de Telles Britto.

## Televisão
| Ano         | Projeto                       | Papel                      | Notas                    | Canal      |
| ----------- | ----------------------------- | -------------------------- | ------------------------ | ---------- |
| 1982        | Retrato de Família            | Ela Própria                | Bailarina                | RTP1       |
| 1984        | Palavras Ditas                | Ela Própria                | Bailarina                | RTP1       |
| 1986        | Faz de Conta                  | Ela Própria                | Bailarina                | RTP1       |
| 1988        | Clubíssimo                    | Ela Própria                | Bailarina                | RTP1       |
| 1991        | Festival RTP da Canção 1991   | Ela Própria                | Bailarina                | RTP1       |
| 1992        | Catavento                     | Maria                      | Participação Especial    | RTP1       |
| 1994        | Minas e Armadilhas            | Vários Papéis              | Participação Especial    | RTP1       |
| 1994        | Café do Surdo                 |                            |                          | RTP1       |
| 1995 - 1997 | Malucos do Riso               | Vários Papéis              | Elenco Principal         | SIC        |
| 1995        | Camilo & Filho Lda.           | Vários Papéis              | Pequena Participação     | SIC        |
| 1996        | Pensão Estrela                |                            | Pequena Participação     | SIC        |
| 1998        | Camilo na Prisão              |                            | Pequena Participação     | SIC        |
| 1998        | As Lições do Tonecas          |                            | Pequena Participação     | RTP1       |
| 1998        | Polícias à Solta              |                            | Pequena Participação     | RTP1       |
| 1998        | Assalto à Televisão           |                            | Pequena Participação     | RTP1       |
| 1998        | Débora                        | Vizinha                    | Elenco Adicional         | RTP1       |
| 1998 - 1999 | Nós os Ricos                  | Célia                      | Participação Especial    | RTP1       |
| 1999        | Companhia do Riso             | Vários Papéis              | Protagonista             | RTP1       |
| 2000        | As Pupilas Sr. Doutor         |                            | Participação Especial    | RTP1       |
| 2000        | Bacalhau Com Todos            | Elisabete                  | Protagonista             | RTP1       |
| 2001        | Estação da Minha Vida         | Maria de Lurdes            | Atriz Convidada          | RTP1       |
| 2002        | Passeio dos Alegres           | Vários Papéis              | Elenco Principal         | RTP1       |
| 2002        | Fábrica de Anedotas           | Vários Papéis              | Elenco Principal         | RTP1       |
| 2002        | O Meu Sócia e Eu              | Maria Eugénia              | Elenco Principal         | RTP1       |
| 2002        | Pimenta na Língua             |                            | Protagonista             | RTP1       |
| 2002 - 2003 | Estúdio 5                     |                            | Protagonista             | RTP1       |
| 2002        | Filha do Mar                  | Sílvia Sousa               | Elenco Adicional         | TVI        |
| 2002        | Bons Vizinhos                 |                            | Elenco Adicional         | TVI        |
| 2002        | Olá Portugal                  | Vários papéis              | Atriz Convidada          | TVI        |
| 2004        | A Vida é Bela                 |                            |                          | TVI        |
| 2004        | Os Batanetes                  | Tânia Peixoto Batanete     | Protagonista             | TVI        |
| 2004        | O Prédio do Vasco             |                            | Elenco Adicional         | TVI        |
| 2005        | Arre Potter Qu'é Demais       | Vários Papéis              | Elenco Principal         | TVI        |
| 2007        | Ilha dos Amores               | Maria Assunção "São" Costa | Elenco Principal         | TVI        |
| 2008        | A Outra                       | Lúcia "Lu" Franco          | Elenco Principal         | TVI        |
| 2008        | Aqui Não Há Quem Viva         | Cigana                     | Participação Especial    | SIC        |
| 2008        | Novos Malucos do Riso         | Vários Papéis              | Elenco Principal         | SIC        |
| 2008 - 2009 | Negócio da China              | Carminda Moreira           | Elenco Principal         | Rede Globo |
| 2009        | Um Lugar para Viver           | Rosário                    | Co-protagonista          | RTP1       |
| 2009        | Dança Comigo                  | Ela própria                | Concorrente              | RTP1       |
| 2010        | Ele É Ela                     | Marília Lopes              | Elenco Adicional         | TVI        |
| 2010 - 2011 | Espírito Indomável            | Josefa Ramos               | Elenco Principal         | TVI        |
| 2011        | Redenção                      | Júlia                      | Protagonista             | TVI        |
| 2012 - 2013 | Doce Tentação                 | Manuela Britto             | Elenco Principal         | TVI        |
| 2013        | I Love It                     | Lurdes Noronha             | Elenco Principal         | TVI        |
| 2014        | Giras & Falidas               | Manuela Britto             | Protagonista             | TVI        |
| 2015        | Bem-Vindos a Beirais          | Isaura                     | Elenco Adicional         | RTP1       |
| 2017        | Ministério do Tempo           | Maria dos Prazeres         | Elenco Principal         | RTP1       |
| 2019 - 2021 | Nazaré                        | Dolores Soares             | Elenco Principal         | SIC        |
| 2021 - 2022 | A Serra                       | Elvira Roque Courela       | Elenco Principal         | SIC        |
| 2021        | Estamos em Casa               | Ela Própria                | Apresentadora            | SIC        |
| 2021 / 2022 | Pôr do Sol                    | Ivone Pimenta              | Elenco Principal         | RTP1       |
| 2022 - 2023 | Sangue Oculto                 | Fernanda «Naná» Pacheco    | Elenco Principal         | SIC        |
| 2023        | Projeto Delta                 | Cristina Pimentel          | Elenco Recorrente (OPTO) | SIC        |
| 2024        | A Máscara (4.ª temporada)     | Burro                      | Concorrente              | SIC        |
| 2024        | Senhor Rui - Um Homem do Povo | Alice Nabeiro              | Elenco Principal         | TVI        |
| 2024 - 2025 | A Promessa                    | Elsa Castanheiro Candeias  | Elenco Principal         | SIC        |
| 2025 - 2026 | Vitória                       | Irene Brito                | Elenco Principal         | SIC        |